# Lanty
Lanty é uma comuna francesa na região administrativa de Borgonha-Franco-Condado, no departamento Nièvre. Estende-se por uma área de 11,7 km². Em 2010 a comuna tinha 118 habitantes (densidade: 10,1 hab./km²).